# Oribatella nigra
Oribatella nigra är en kvalsterart som beskrevs av Kulijev 1967. Oribatella nigra ingår i släktet Oribatella och familjen Oribatellidae. Inga underarter finns listade i Catalogue of Life.